# Kirchenkreis Siegen-Wittgenstein
Der Evangelische Kirchenkreis Siegen-Wittgenstein ist einer von 26 Kirchenkreisen innerhalb der Evangelischen Kirche von Westfalen. Er entstand zum 1. Januar 2023 durch die Vereinigung der Kirchenkreise Siegen und Wittgenstein. Zu ihm gehörten ca. 130.000 evangelische Gemeindeglieder in 33 Kirchengemeinden. 2005 waren es in den beiden Vorgängerkirchenkreisen zusammen ca. 175.000.

## Lage
Das Gebiet des Kirchenkreises umfasst den gleichnamigen nordrhein-westfälischen Kreis (ohne den zum Kirchenkreis Altenkirchen gehörenden Neunkirchener Ortsteil Struthütten) sowie die Gemeinden Eslohe, Medebach, Schmallenberg und Winterberg im Hochsauerlandkreis, Drolshagen, Olpe und Wenden im Kreis Olpe und Mudersbach und Brachbach im rheinland-pfälzischen Landkreis Altenkirchen (Westerwald). Er grenzt im Norden an die Kirchenkreise Lüdenscheid-Plettenberg und Soest-Arnsberg (mit denen er einen gemeinsamen Gestaltungsraum in der westfälischen Landeskirche bildet), im Westen an die Evangelische Kirche im Rheinland und im Osten an die Evangelische Kirche in Hessen und Nassau.

## Geschichte
Durch den Wiener Kongress waren das Fürstentum Siegen  und die Grafschaften Sayn-Wittgenstein-Berleburg und Sayn-Wittgenstein-Wittgenstein an das Königreich Preußen gefallen. Sie bildeten ab 1816 den Kreis Siegen und den Kreis Wittgenstein in der Provinz Westfalen. Die Gebiete waren seit dem späten 16. Jahrhundert überwiegend evangelisch-reformiert. 1818 wurden als zwei von 16 westfälischen Kirchenkreisen der Kirchenkreis Siegen und der Kirchenkreis Wittgenstein (nach damaligem Sprachgebrauch 'Diözesen oder Kreisgemeinden) gegründet, in denen die reformierten und lutherischen Gemeinden vereint waren. Im Lauf der nächsten Jahre erklärten in beiden Kirchenkreisen alle Gemeinden ihren Beitritt zur Union. Die wenigen und kleinen lutherischen Gemeinden schlossen sich den größeren Gemeinden vor Ort an.
Zum Kirchenkreis Siegen gehörten bei der Gründung die 13 Kirchengemeinden Siegen, Burbach, Rödgen und Wilnsdorf, Netphen, Müsen, Holzklau, Hilchenbach, Freudenberg, Fischbach, Ferndorf, Dresselndorf, Krombach und Neunkirchen. Zu den ursprünglichen Gemeinden im Kirchenkreis Wittgenstein gehörten unter anderem Arfeld, Banfe, Berleburg, Birkelbach, Elsoff, Erndtebrück, Feudingen, Girkhausen, Laasphe, Puderbach. Raumland und Wingeshausen. Im Laufe des 19. und 20. Jahrhunderts wuchs die Zahl der Gemeinden, großenteils durch Teilungen, teils aber auch Neugründungen von Gemeinden im bis dahin fast ausschließlich katholischen Herzogtum Westfalen. So wurden im Kirchenkreis Siegen 1842 die Kirchengemeinde Olpe, im Kirchenkreis Wittgenstein 1894 die Kirchengemeinde Gleidorf, 1925 die Kirchengemeinde Winterberg und 1947 die Kirchengemeinde Dorlar gegründet. Die 1837 gegründete Kirchengemeinde Medebach gehörte zum Kirchenkreis Soest-Arnsberg, wechselte aber bei der Fusion mit der Kirchengemeinde Winterberg 2024 in den Kirchenkreis Siegen-Wittgenstein. Schon seit einigen Jahrzehnten kam es auch an anderen Stellen zu Zusammenschlüssen von Gemeinden.
Im Kirchenkreis Siegen kam es ab 1822 zu einer Erweckung, die von Laien getragen und von den Pastoren und den Behörden lange Zeit bekämpft wurde. Die führenden Gestalten waren der Schuhmacher Johann Heinrich Weisgerber und der Lederhändler Tillmann Siebel (1804–1875). Die Erweckten blieben in der Landeskirche, organisierten sich aber zusätzlich in freien Gemeinden, die der Evangelischen Allianz angehörten. In den Gemeinden beider Kirchenkreise kam es in der Mitte des 19. Jahrhunderts ferner zu einer Wiederbesinnung auf den Heidelberger Katechismus, wodurch die reformierte Prägung deutlich verstärkt wurde. 
Im Kirchenkampf standen die Mehrheit der Gemeinden und Pastoren beider Kirchenkreise auf Seiten der  Bekennenden Kirche.
2023 wurden Vorwürfe öffentlich, dass ein ehemaliger Kirchenmusiker in seiner Position als Kreiskantor des Kirchenkreises Siegen über Jahrzehnte hinweg sexuelle Handlungen an seinen Orgelschülern vorgenommen haben soll. Die Ratsvorsitzende der Evangelischen Kirche Deutschlands Annette Kurschus trat daraufhin zurück. Einem externen Prüfbericht zufolge könnte sie bereits in den Neunzigerjahren als damalige Pfarrerin in Siegen von den Vorwürfen erfahren haben, soll jedoch nicht interveniert haben, sodass der beschuldigte Kirchenmusiker bis zu seinem Ruhestand im Jahr 2019 weiterhin beim Kirchenkreis angestellt war.

## Kirchen und Gemeinden
Zum Kirchenkreis gehören derzeit (Stand 2024) 33 Kirchengemeinden. Sie sind im Folgenden mit ihren Kirchengebäuden aufgeführt.
- Arfeld
  - Kirche Arfeld
- Bad Berleburg
  - Stadtkirche, Evangelische Kirche Wemlighausen
- Bad Laasphe
  - Stadtkirche, Kapelle Laaspherhütte, Evangelische Kirche Niederlaasphe, Evangelische Kirche Puderbach
- Banfetal
  - Evangelische Kirche Banfe, Evangelische Kirche Fischelbach, Evangelische Kapelle Hesselbach
- Birkelbach
  - Evangelische Kirche Birkelbach
- Burbach
  - Evangelisch-reformierte Kirche (Burbach), Evangelische Kirche Würgendorf, Wehrkirche Würgendorf
- Dorlar-Eslohe
  - St.-Petri-Kirche (Dorlar), St.-Johannis-Kirche (Eslohe)
- Dreieinigkeit (Netphen)
  - Martinikirche (Netphen), Evangelische Kirche Deuz, Evangelische Kirche Dreis-Tiefenbach
- Emmaus (Siegen)
  - Christuskirche (Eiserfeld), Trinitatiskirche (Eiserfeld), Evangelische Kirche Eisern, Evangelische Kirche Gosenbach, Evangelische Kirche Niederschelden
- Erndtebrück
  - Evangelische Kirche Erndtebrück, Kapelle Schameder
- Evangelische Studierendengemeinde
- Feudingen
  - Evangelische Kirche Feudingen, Kirche Oberndorf, Kapelle Volkholz
- Freudenberg
  - Evangelisch-reformierte Kirche Freudenberg, Gemeindezentrum Büschergrund
- Girkhausen
  - Evangelische Kirche Girkhausen
- Gleidorf
  - Auferstehungskirche (Gleidorf), Christuskirche (Schmallenberg)
- Hilchenbach
  - Evangelische Kirche Hilchenbach
- Hochsauerland
  - Martin-Luther-Kirche (Langewiese), Evangelische Kirche Medebach, Evangelische Kirche Winterberg
- Kaan-Marienborn
  - Evangelische Kirche Kaan-Marienborn
- Um den Kindelsberg (Kreuztal)
  - Evangelische Kirche Buschhütten, Evangelische Kirche Eichen, Laurentiuskirche (Ferndorf), Kreuzkirche (Kreuztal), Evangelische Kirche Krombach, Friedenskirche (Fellinghausen), Kapelle Osthelden
- Klafeld
  - Talkirche (Geisweid), Wenschtkirche
- Lukasgemeinde im Elsoff- und Edertal
  - Kapelle Alertshausen, Evangelische Kapelle Beddelhausen, Kapelle Christianseck, Evangelische Kirche Diedenshausen, Evangelische Kirche Elsoff, Evangelische Kirche Schwarzenau, Evangelische Kirche Wunderthausen
- Lukasgemeinde Siegen 
  - Nikolaikirche, Erlöserkirche
- Martinigemeinde Siegen 
  - Martinikirche
- Müsen
  - Evangelische Kirche Müsen
- Neunkirchen
  - Evangelische Kirche Neunkirchen, Erlöserkirche (Salchendorf)
- Niederdresselndorf
  - Evangelische Kirche Niederdresselndorf, Evangelische Kirche Lützeln, Evangelische Kirche Holzhausen
- Oberfischbach
  - Johanneskirche
- Oberholzklau
  - Evangelische Kirche Alchen, Evangelische Kirche Oberholzklau
- Olpe
  - Evangelische Kirche Olpe, Johanneskapelle (Drolshagen), Evangelische Kirche Rothemühle, Evangelisches Gemeindezentrum Wenden
- Raumland
  - Evangelische Kirche Raumland, Kapelle Dotzlar,  Evangelische Kirche Berghausen, Kapelle Sassenhausen,  Evangelische Kirche Weidenhausen
- Rödgen-Wilnsdorf
  - Evangelische Kirche Rödgen, Evangelische Kirche Wilnsdorf
- Trupbach-Seelbach
  - Auferstehungskirche
- Weidenau
  - Christuskirche, Haardter Kirche
- Wingeshausen
  - Evangelische Kirche Wingeshausen

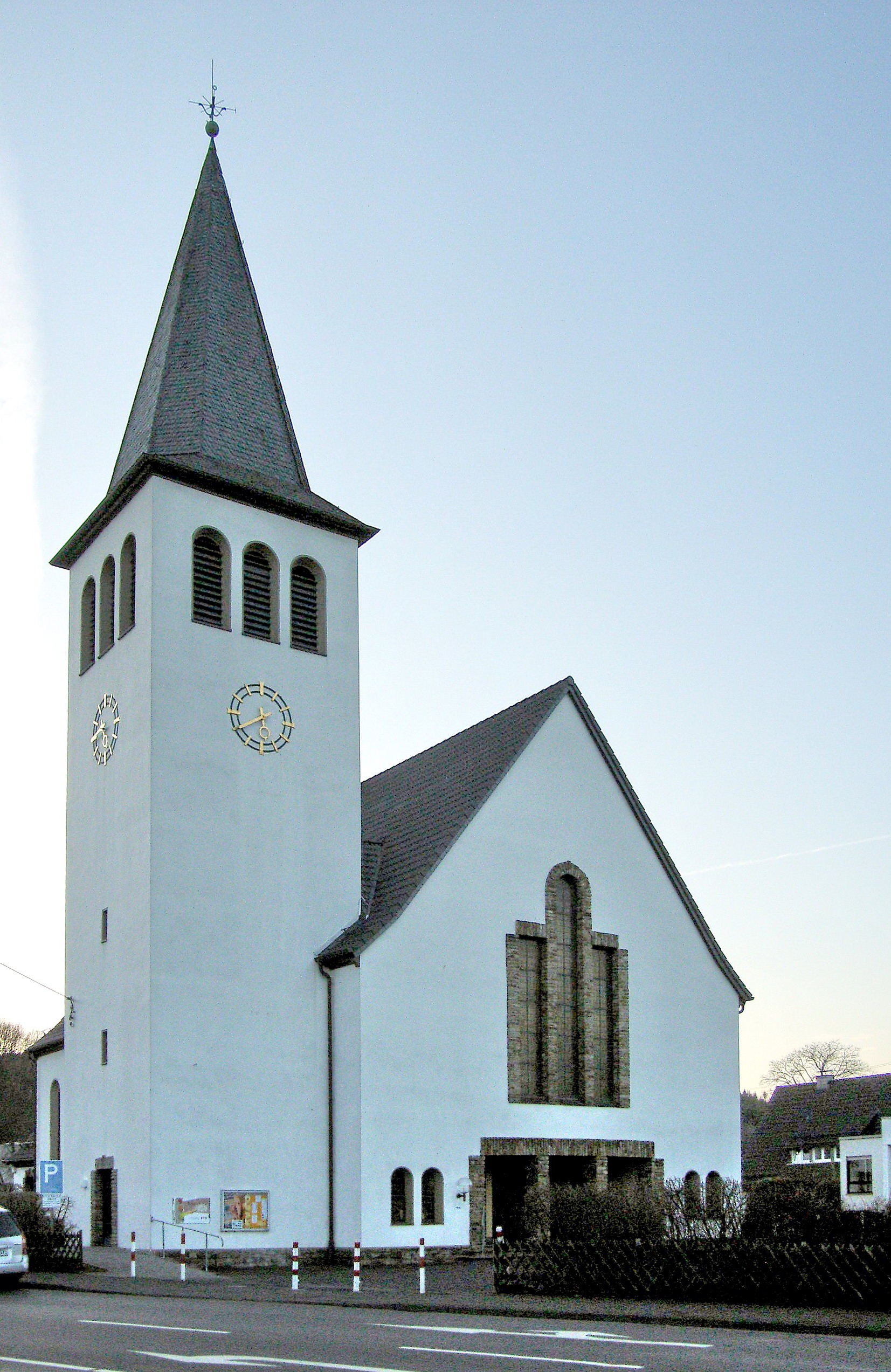
Evangelische Kirche Buschhütten
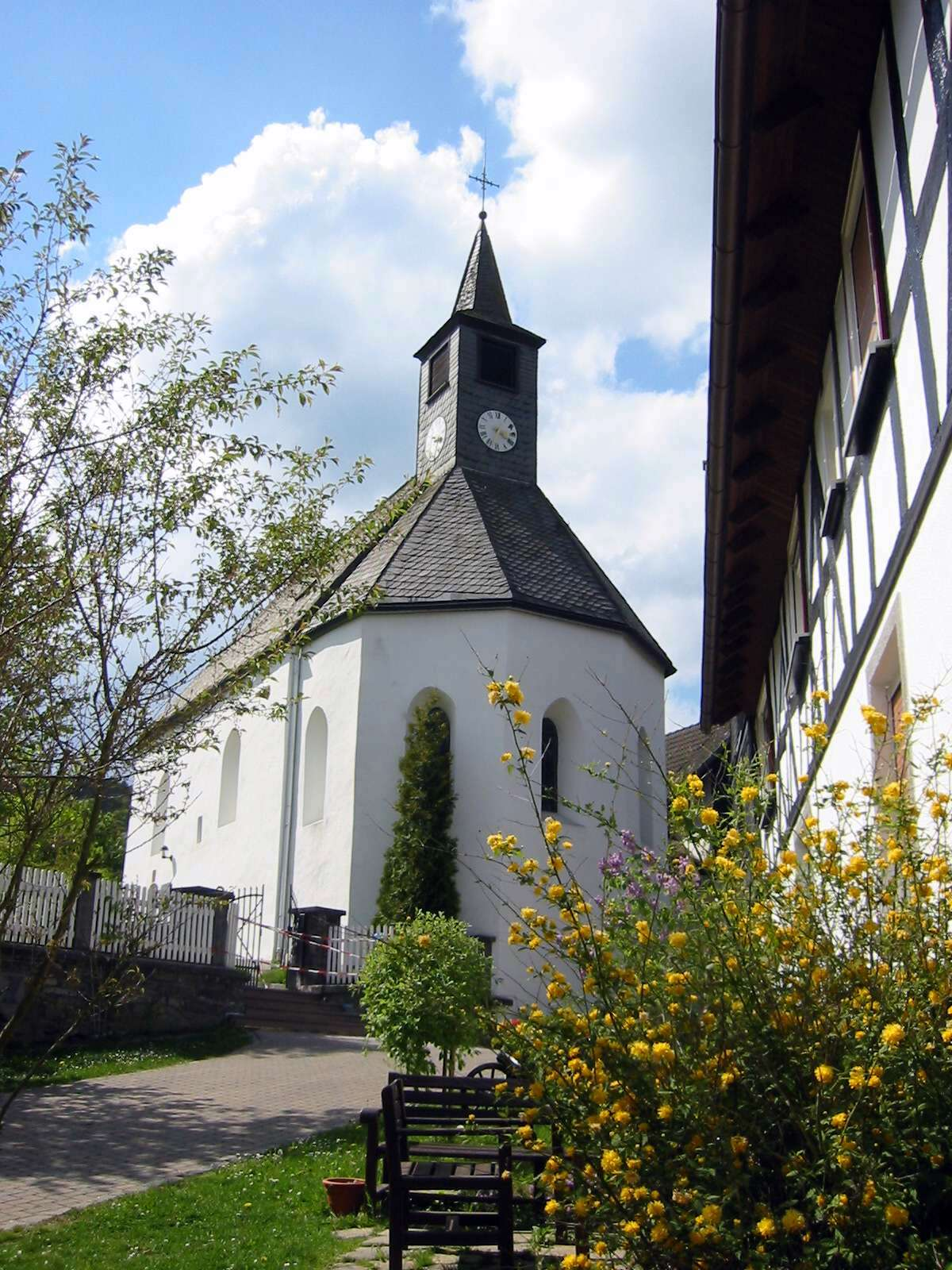
Evangelische Kirche Diedenshausen
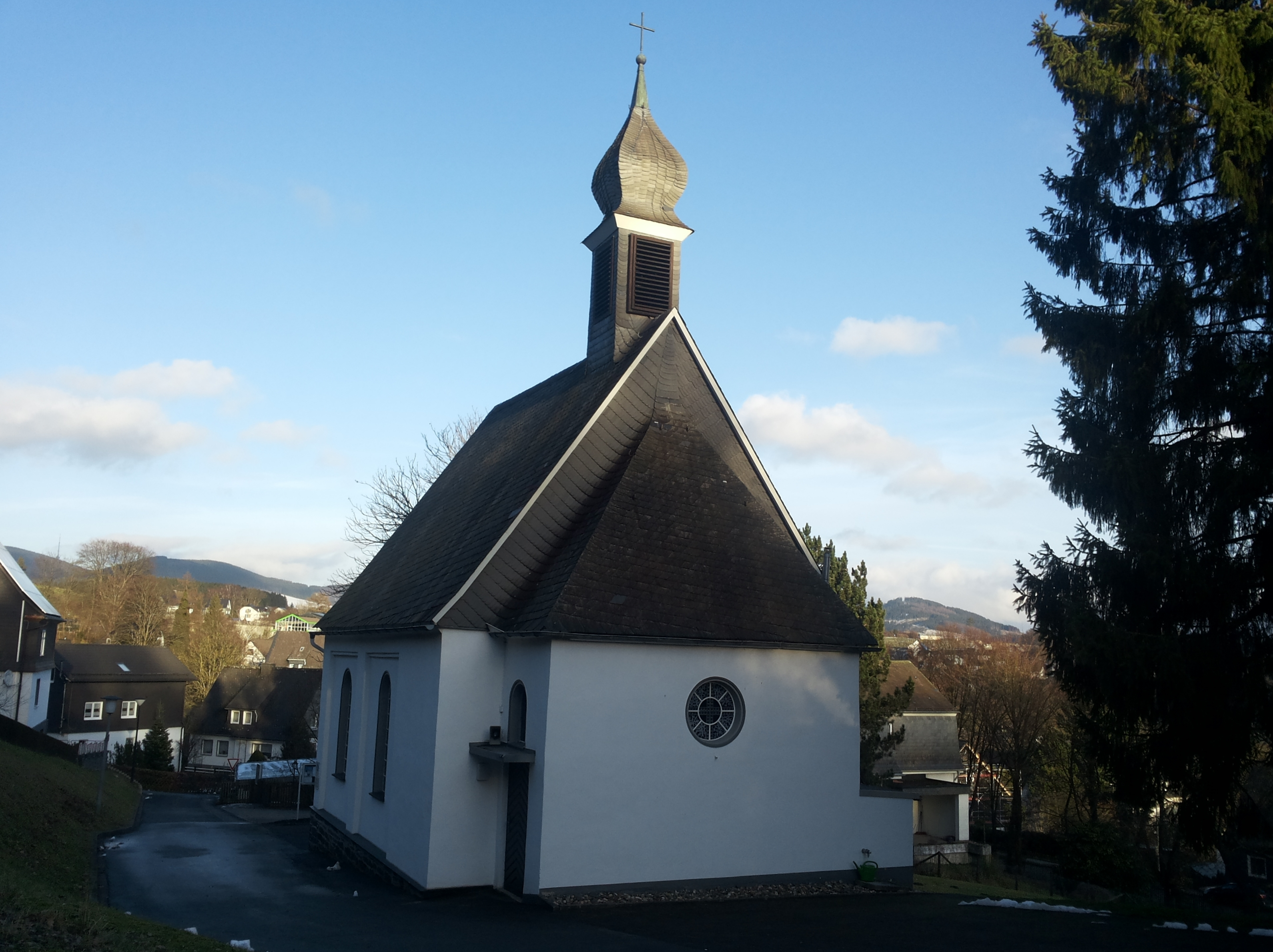
Auferstehungskirche in Gleidorf
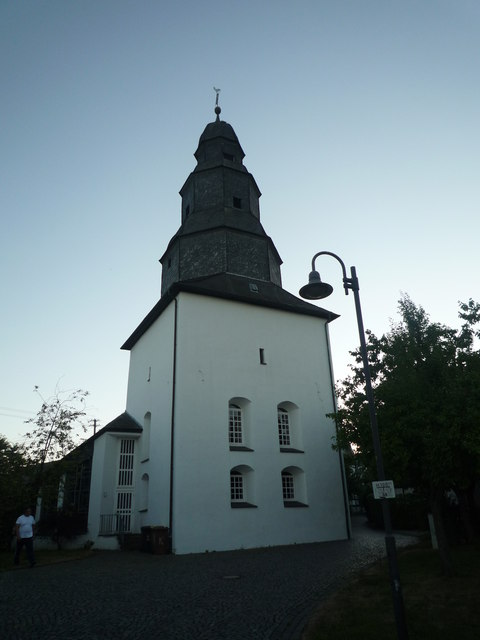
Evangelische Kirche Holzhausen (Burbach)
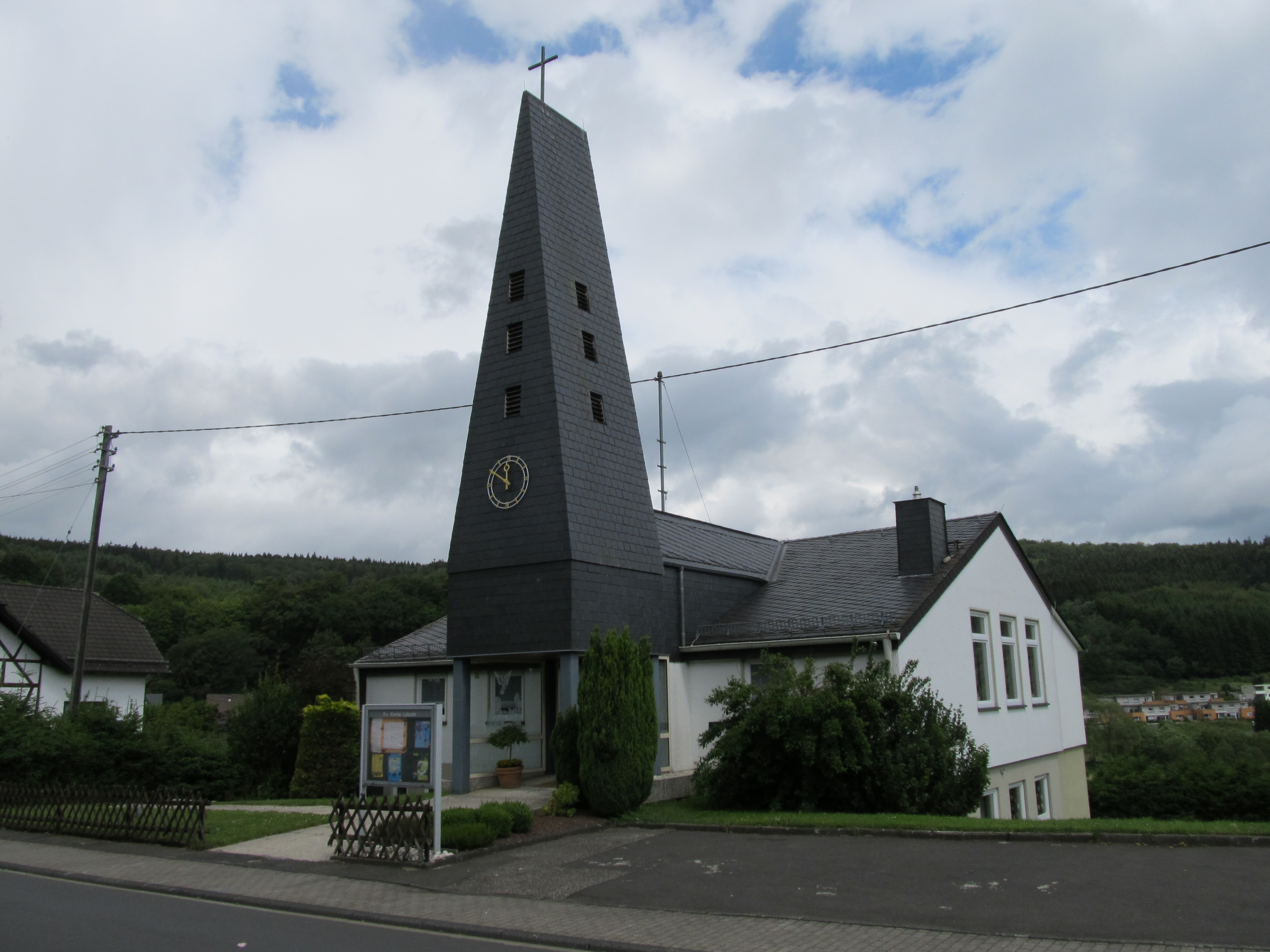
Evangelische Kirche Lützeln
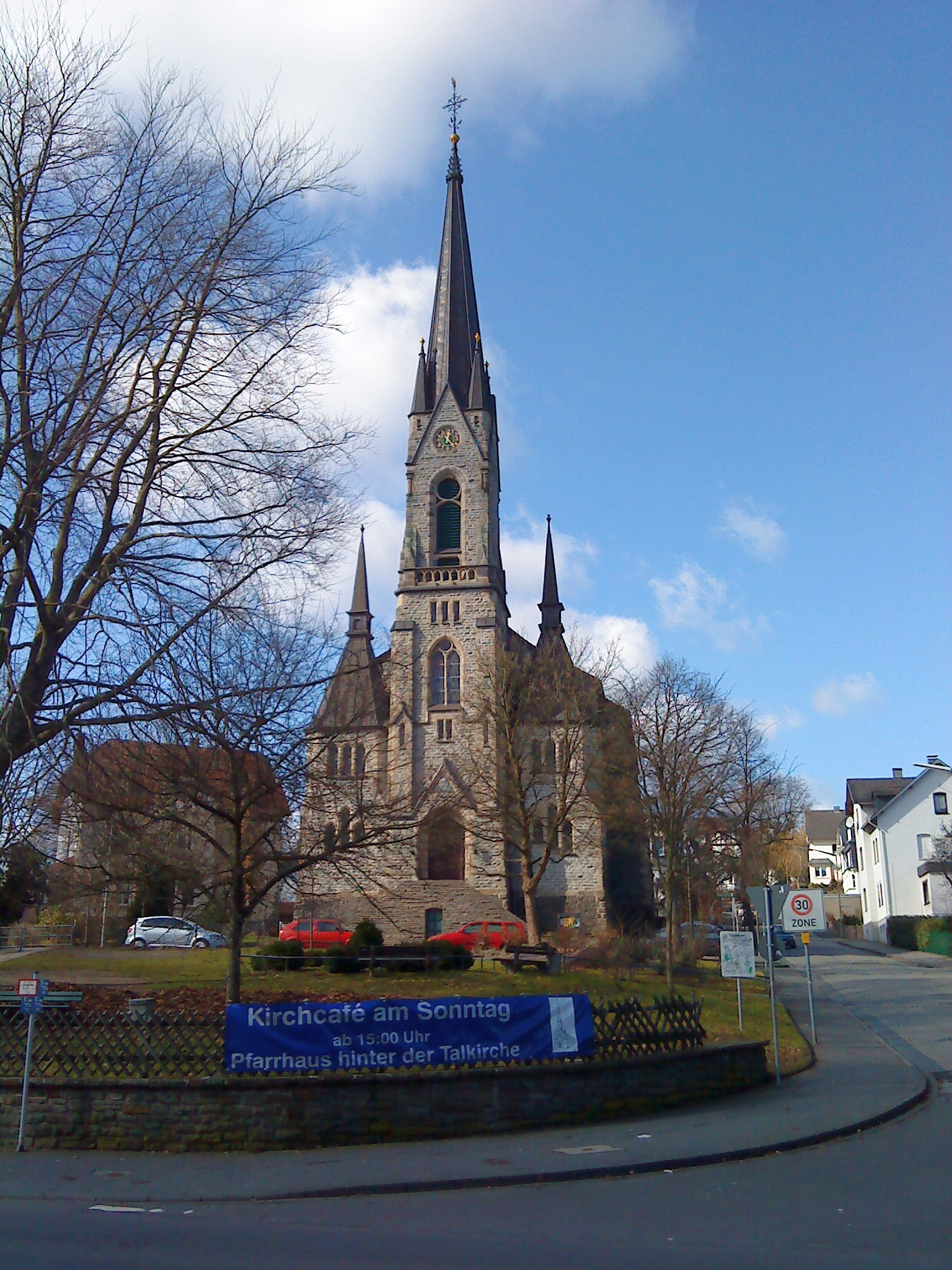
Talkirche in Siegen-Geisweid
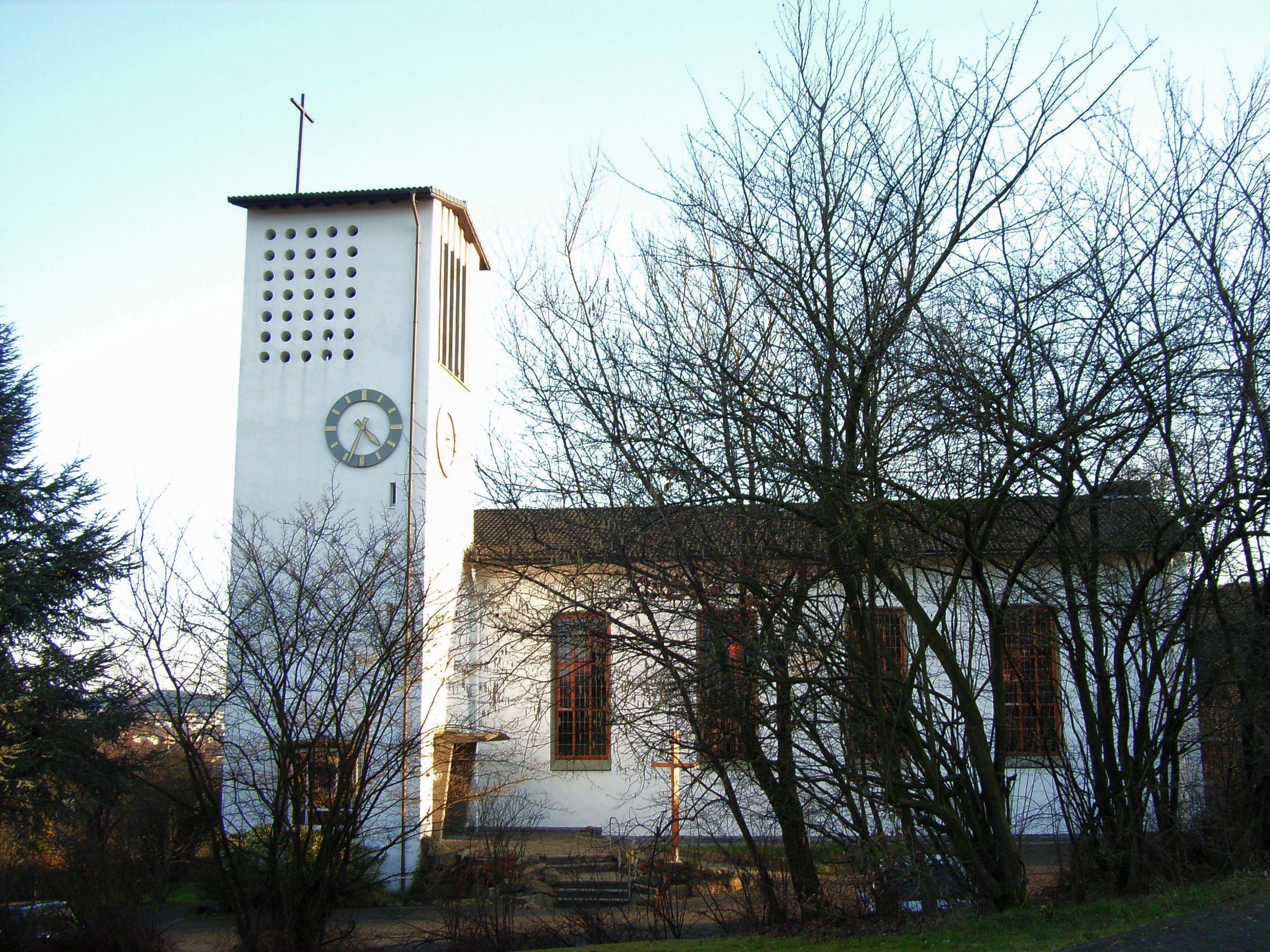
Evangelische Kirche in Kreuztal-Eichen
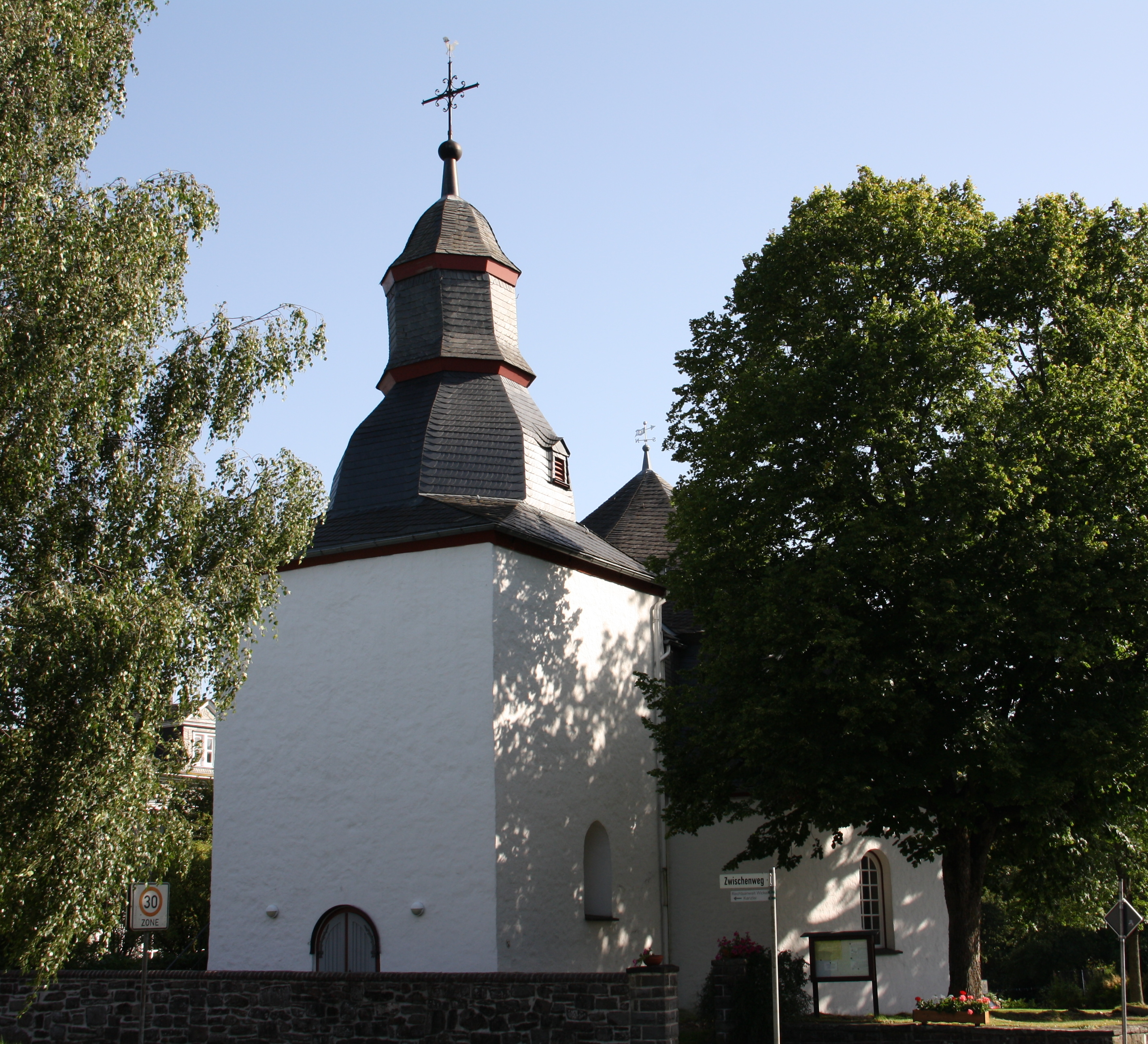
Evangelische Kirche Weidenhausen
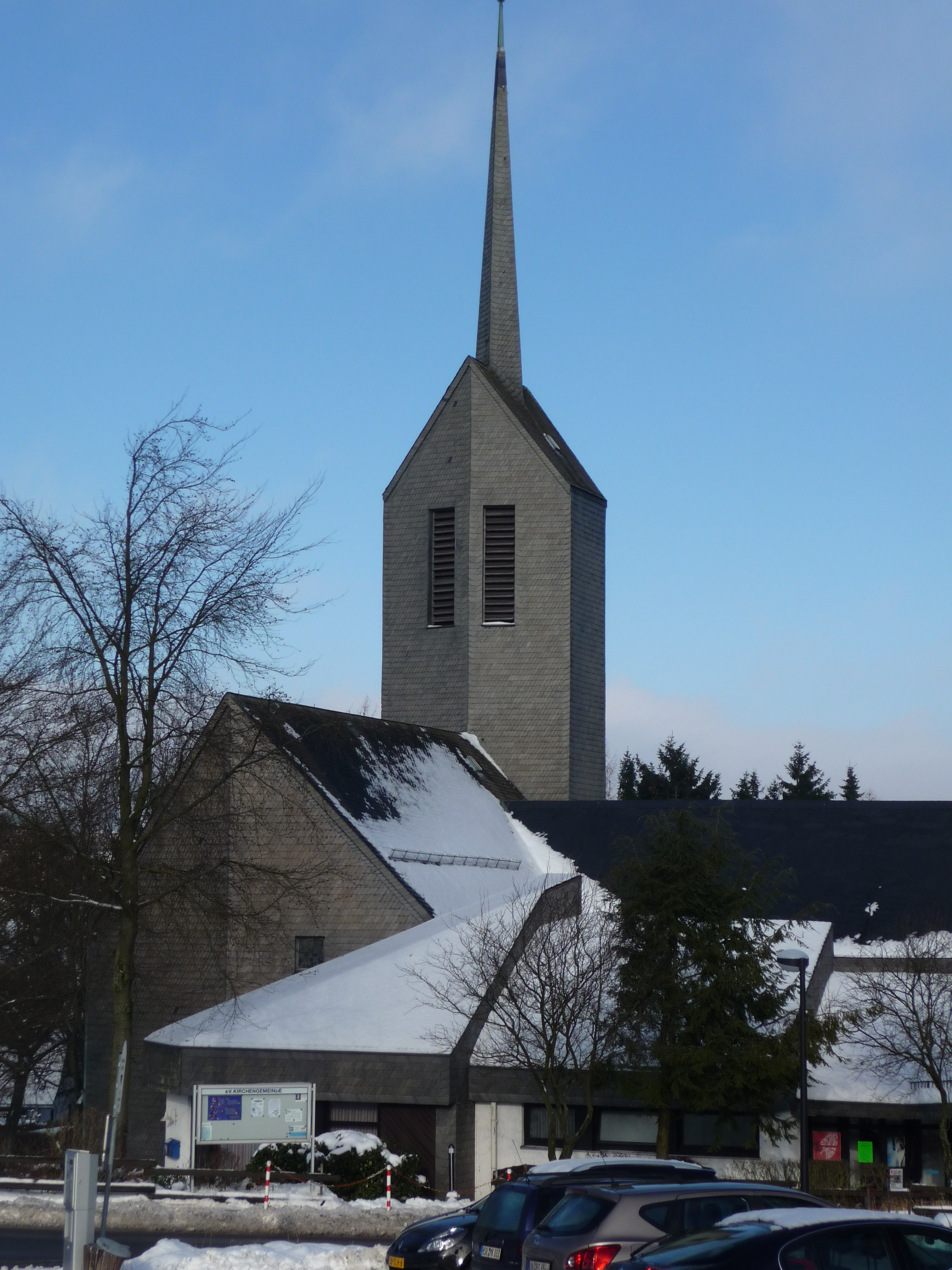
Evangelische Kirche Winterberg

## Einrichtungen
Der Kirchenkreis unterstützt die Kirchengemeinden, macht aber zugleich zahlreiche Angebote für übergemeindliche kirchliche Arbeit. So unterhält er mehrere Funktionspfarrstellen und Fachreferate, darunter eine Ehe-, Familien- und  Lebensberatungsstelle, ein Schulreferat und ein Kreiskantorat. Die Telefonseelsorge wird gemeinsam mit dem katholischen Gemeindeverband Siegerland/Südsauerland getragen. Die diakonische Arbeit wird durch die Diakonie in Südwestfalen und das Diakonische Werk Wittgenstein wahrgenommen.

## Superintendenten

### Kirchenkreis Siegen
| von  | bis  | Name                     |
| ---- | ---- | ------------------------ |
| 1819 | 1858 | Friedrich Bender         |
| 1859 | 1873 | Karl Kreutz              |
| 1872 | 1885 | Gustav Roth              |
| 1886 | 1890 | Theodor Müller           |
| 1892 | 1901 | Otto Köhne               |
| 1902 | 1908 | Hermann Romberg          |
| 1908 | 1911 | Gustav Wilhelm Achenbach |
| 1911 | 1920 | August Stein             |
| 1921 | 1930 | Heinrich Hubbert         |
| 1931 | 1942 | Albert Heider            |
| 1942 | 1967 | Ernst Achenbach          |
| 1967 | 1967 | Werner Kütz              |
| 1968 | 1978 | Ernst Dilthey            |
| 1978 | 1995 | Ernst Achenbach          |
| 1995 | 2001 | Helmut Flender           |
| 2001 | 2005 | Friedemann Hillnhütter   |
| 2005 | 2012 | Annette Kurschus         |
| 2012 | 2022 | Peter-Thomas Stuberg     |

### Kirchenkreis Wittgenstein
| von  | bis  | Name                         |
| ---- | ---- | ---------------------------- |
| 1818 | 1822 | Christian Hinzpeter          |
| 1822 | 1835 | Apollo Kneip                 |
| 1833 | 1859 | Friedrich Schmidt            |
| 1859 | 1876 | Friedrich Wilhelm Winckel    |
| 1877 | 1880 | Georg Goebel                 |
| 1881 | 1883 | Wilhelm Becker               |
| 1884 | 1918 | Gustav Dickel                |
| 1919 | 1929 | Hermann Adams                |
| 1929 | 1933 | Johann Georg Hinsberg        |
| 1933 | 1945 | Karl Hoffmann                |
| 1946 | 1967 | Friedrich Kressel            |
| 1967 | 1988 | Reinhardt Henrich            |
| 1978 | 1995 | Heinrich-Joachim Schiermeyer |
| 1995 | 2007 | Hans-Jürgen Debus            |
| 2007 | 2020 | Stefan Berk                  |
| 2020 | 2022 | Simone Conrad                |

### Kirchenkreis Siegen-Wittgenstein
| von  | bis  | Name                 |
| ---- | ---- | -------------------- |
| 2023 | 2024 | Peter-Thomas Stuberg |
| 2024 | –    | Kerstin Grünert      |